# Super Bowl LIII
Super Bowl LIII je bio završna utakmica 99. po redu sezone nacionalne lige američkog nogometa. U njoj su se sastali pobjednici NFC konferencije Los Angeles Ramsi i pobjednici AFC konferencije New England Patriotsi. Pobijedili su Patriotsi rezultatom 13:3, te tako osvojili svoj šesti naslov prvaka.
Utakmica je odigrana na Mercedes-Benz Stadiumu u Atlanti u Georgiji, kojoj je to bilo treće domaćinstvo Super Bowla (nakon Super Bowla XXVIII 1994. godine i Super Bowla XXXIV 2000. godine).

## Tijek utakmice
| Četvrtina | Vrijeme | Momčad | Informacija o promjeni rezultata                                              | Rezultat | Rezultat |
| Četvrtina | Vrijeme | Momčad | Informacija o promjeni rezultata                                              | Rams     | Patriots |
| --------- | ------- | ------ | ----------------------------------------------------------------------------- | -------- | -------- |
| 2         | 10:29   | NE     | field goal (Gostkowski)                                                       | 0        | 3        |
| 3         | 2:11    | LAR    | field goal (Zuerlein)                                                         | 3        | 3        |
| 4         | 7:00    | NE     | touchdown probijanjem (Michel), uspješan pokušaj za dodatni poen (Gostkowski) | 3        | 10       |
| 4         | 1:12    | NE     | field goal (Gostkowski)                                                       | 3        | 13       |

## Statistika utakmice

### Statistika po momčadima
| Statistika                                                      | Los Angeles Rams | New England Patriots |
| --------------------------------------------------------------- | ---------------- | -------------------- |
| Prvih pokušaja                                                  | 14               | 22                   |
| Ukupno osvojenih jardi                                          | 260              | 407                  |
| Broj napada probijanjem                                         | 18               | 32                   |
| Ukupno jardi osvojenih probijanjem                              | 62               | 154                  |
| Broj napada s kompletiranim dodavanjem/ukupno napada dodavanjem | 19/38            | 21/35                |
| Ukupno jardi osvojenih dodavanjem                               | 198              | 253                  |
| Izgubljenih lopti                                               | 1                | 1                    |
| Prekršaji (izgubljenih jardi)                                   | 9 (65)           | 3 (20)               |
| Vrijeme posjeda lopte (min:s)                                   | 26:50            | 33:10                |

### Statistika po igračima
| Quarterback      | Dodavanja* | Yds** | TD*** | Int**** |
| ---------------- | ---------- | ----- | ----- | ------- |
| Jared Goff (LAR) | 19/38      | 229   | 0     | 1       |
| Tom Brady (NE)   | 21/35      | 262   | 0     | 1       |

Napomena: * - broj kompletiranih dodavanja/ukupno dodavanja, ** - ukupno jardi dodavanja, *** - broj touchdownova (polaganja), **** - broj izgubljenih lopti